# Corallana kulai
Corallana kulai är en kräftdjursart som beskrevs av Bruce 1982. Corallana kulai ingår i släktet Corallana och familjen Corallanidae. Inga underarter finns listade i Catalogue of Life.